# Nightmare – Mörderische Träume
Nightmare – Mörderische Träume (Originaltitel: A Nightmare on Elm Street) ist ein Horrorfilm von 1984 und erster Teil der Nightmare-Reihe. Er wurde zum Überraschungserfolg und gilt heute als Kultfilm des Slasher-Genres. Freddy Krueger wurde neben Jason Voorhees (Freitag der 13.) und Michael Myers (Halloween – Die Nacht des Grauens) zur Horror-Kultfigur.

## Handlung
Die fünfzehnjährige Tina Gray hat einen Albtraum, in dem sie von einer Gestalt mit Messerklingen an der rechten Hand durch einen dunklen Heizungskeller gejagt wird. In dem Moment, in dem die dunkle Gestalt sie erreicht, wacht sie schreiend auf und stellt fest, dass sie vier lange Schnitte vorne in ihrem Nachthemd hat, die genau zu dem Geschehen in ihrem Traum passen.
Am nächsten Tag erfährt sie von ihrer Freundin Nancy Thompson, die ebenfalls in der Elm Street wohnt, dass diese genau den gleichen Traum hatte. In der folgenden Nacht übernachten Nancy und ihr Freund Glen Lantz bei Tina, um sie zu beruhigen. Ihr eigener Freund, Rod Lane, überzeugt sie aber davon, im Zimmer ihrer Mutter mit ihm zu schlafen. Tina hat in dieser Nacht einen weiteren Albtraum, in dem der Mörder sie fängt und brutal tötet. In der Realität sieht Rod seine blutende Freundin mit einem Unsichtbaren kämpfen, wobei das Mädchen entgegen den Naturgesetzen die Wand hoch- und die Zimmerdecke entlangrollt und sich windet, bis Tina aufgeschlitzt zu Boden fällt. Rod flieht panisch und wird am nächsten Tag verhaftet, da er zum Todeszeitpunkt mit ihr alleine in dem Zimmer war und deshalb im Verdacht steht, seine Freundin ermordet zu haben.
Nancy hat weiterhin gewalttätige Albträume, in denen sie von derselben, durch Brandnarben entstellten Person verfolgt und angegriffen wird, die auch Tina angegriffen hatte. Diese Albträume bringen sie dazu, Rod im Gefängnis zu besuchen, der ihr erzählt, was er im Zimmer von Tinas Mutter gesehen hat. Zum Missfallen ihrer Mutter ist Nancy zunehmend davon überzeugt, dass die Person in ihren Träumen auch Tinas Mörder ist. Sie und der skeptische Glen fahren spät abends zur Polizei, um mit Rod zu sprechen, finden ihn aber in seiner Zelle an einem zusammengeknoteten Bettlaken erhängt vor. Alle außer Nancy gehen von einem Selbstmord aus.
Nancy entwickelt zunehmend Schlafstörungen; ihre Mutter Marge bringt sie daher in eine Schlafklinik. In einem Patientenbett an medizinische Untersuchungsgeräte verkabelt durchleidet Nancy wiederholt einen schrecklichen Albtraum. Dieses Mal wird ihr Arm verletzt, aber sie hat auch etwas aus dem Traum mitgebracht: den ramponierten Hut des Angreifers. Dies beunruhigt Nancys Mutter, aber es wird gleichzeitig deutlich, dass sie etwas verbirgt. Schließlich enthüllt die betrunkene Marge ihrer Tochter, dass der Hut einem Kindermörder namens Fred Krueger gehört, der vor über zehn Jahren mindestens 20 Kinder getötet hat. Aufgebrachte und rachsüchtige Eltern verbrannten Krueger damals bei lebendigem Leib in seinem Heizungskeller, nachdem er aufgrund eines juristischen Verfahrensfehlers freigesprochen worden war. Jetzt scheint es so, als ob Krueger die Träume ihrer Kinder manipuliert, um aus dem Grab unerbittlich Rache zu nehmen. Marge versichert Nancy aber, dass Fred Krueger niemanden mehr verletzen könne, und holt seinen Messerhandschuh aus einem Versteck. Sie legt ihn gut sichtbar auf den Ofen, damit Nancy daran erinnert wird, dass Krueger wirklich tot ist.
Nancy erzählt Glen ihren Plan, Freddy – wie er sich selbst nennt und von einer Gruppe singender und seilspringender Mädchen in den Träumen von Nancy genannt wird  – genauso wie den Hut zu fangen und anschließend hinüber in die Wirklichkeit zu zerren. Allerdings schläft Glen auf dem Bett seines Jugendzimmers ein und wird getötet. Nancy ist jetzt mit Freddy alleine, schafft es aber, ihn mit in die echte Welt zu ziehen. Sie rennt durch ihr Haus und lockt Krueger in Fallen, die sie zuvor aufgestellt hat. Zum Beispiel schlägt ein an der Zimmerdecke gespannter Vorschlaghammer in Freddys Magengrube, woraufhin er im ersten Stock die Treppe herunterfällt. Nachdem sie ihn in ihrem Keller mithilfe einer brennbaren Flüssigkeit aus einer Glasflasche in Brand gesetzt hat, schafft sie es letztlich, ihren Vater und den Rest der örtlichen Polizei zu Hilfe zu holen. Krueger ist aber aus dem Keller entkommen und hat feurige Fußspuren auf der Treppe ins Obergeschoss hinterlassen. Nancy und ihr Vater, der Polizeilieutenant Donald Thompson, folgen den Fußspuren und müssen miterleben, wie Marge Thompson von dem immer noch brennenden Freddy erstickt wird. Er verschwindet und lässt nur die Leiche der Mutter zurück. Als Nancy wieder allein ist, stellt sie sich Fred Krueger und schafft es, ihn zu zerstören, indem sie ihm den Rücken zukehrt, ihm keine weitere Beachtung schenkt und so die von ihm benötigte Energie aus Angst und Verzweiflung zur Neige gehen lässt.
Am nächsten Morgen steht Nancy bei schönstem Sonnenschein vor dem Haus von Familie Thompson neben ihrer Mutter. Der böse Spuk scheint beendet und die Bürger zur Normalität zurückgekehrt zu sein. Glen und der Rest ihrer Freunde warten im Auto, einem Cabrio, auf sie, um zur Schule zu fahren. Erst als sich das Verdeck des Wagens, welches dieselben Farben Dunkelgrün und Rot wie Freddys Pullover besitzt, schließt und Kruegers Lachen zu hören ist, wird ihr klar, dass sie immer noch in einem Traum gefangen ist. Das Auto fährt los, und Nancy schreit nach ihrer Mutter, die von einer Klauenhand durch das Sichtfenster der Haustür gezogen wird.

## Trivia
- Johnny Depp hat in Nightmare – Mörderische Träume seinen ersten Filmauftritt. Er hatte seinen Freund Jackie Earle Haley zu Cravens Casting begleitet, wurde dort aber selbst entdeckt. Ein Zufall ist, dass ein Vierteljahrhundert später Jackie Earle Haley die Rolle des Freddy Krueger im Remake von Nightmare on Elm Street übernahm.
- Aufgrund von Geldproblemen bei New Line Cinema, der Produktionsfirma des Produzenten Robert Shaye, mussten die Mitarbeiter des Filmteams eine Woche lang ohne Bezahlung arbeiten. Unterdessen suchte die Geschäftsführung nach neuen Geldgebern. Die Mitarbeiter ließen sich darauf ein, da alle Beteiligten an den Erfolg des Filmprojekts glaubten. Zwischendurch stieg der Regisseur Wes Craven, der ursprüngliche Initiator der Filmidee, auf Anraten seines Agenten aus dem Projekt aus, da seine Gage nicht mehr gewährleistet war. Kurze Zeit später kehrte Craven jedoch zum Filmprojekt zurück.[2]
- Als in den letzten Wochen das Geld ausging und die Zeit knapp wurde, kam Sean S. Cunningham (Regisseur von Freitag der 13.) seinem Freund Wes Craven zu Hilfe und half ihm bei der Fertigstellung. Cunningham übernahm für kurze Zeit die Rolle des Regisseurs beim zweiten Drehteam: Er inszenierte die letzten Verfolgungsszenen.
- Nightmare – Mörderische Träume war von Craven als sogenanntes One-Shot-Movie mit einer abgeschlossenen Handlung geplant. In diesem Zusammenhang trugen Craven und der Produzent Robert Shaye etliche Konflikte miteinander aus, denn Shaye wollte unbedingt ein offenes Ende mit einem Fortbestehen der Figur Freddy Krueger. Am Ende der Debatte konnte sich Shaye mit seinem Wunsch durchsetzen. Es wurden mehrere alternative Filmenden gedreht, zum Beispiel eine Version, in der Freddy Krueger plötzlich hinter dem Steuer des losfahrenden Cabriolets sitzt.[3]
- Die Uraufführung fand 1984 auf den Internationalen Hofer Filmtagen in der Stadt Hof in Bayern statt.[4]
- Als der Schauspieler Robert Englund zum Vorsprechen für die Rolle des Freddy Krueger erschien, ahmte er vor dem Regisseur Wes Craven einige Posen des deutschen Schauspielers Klaus Kinski nach, um sein darstellerisches Vermögen zu demonstrieren. Kinski hatte 1979 in dem Horrorfilm Nosferatu – Phantom der Nacht von Werner Herzog die Hauptrolle des Grafen Dracula gespielt. Außerdem schmierte er sich Öl vom Messstab des Motors seines Autos in die glatt nach hinten gekämmten Haare und strich sich kalte graue Zigarettenasche unter die Augenränder, um möglichst verkommen und verwahrlost auszusehen. Zusätzlich übte er vorab einen starren und durchdringenden Blick mit seinen Augen ein, mit denen er Wes Craven während des Vorspielens unentwegt wie ein Irrer anstarrte. Mit diesem eindrucksvollen Spiel konnte Robert Englund sämtliche Mitbewerber ausstechen.[5]
- Neben seinem Klauenhandschuh, dem entstellten Gesicht und dem rot-grün quergestreiften Pullover ist der Fedora-Hut das optische Markenzeichen der Horrorkreatur Freddy Krueger.
- Das entstellte Gesicht von Freddy Krueger entwarf der Make-up-Künstler David Miller, der sich bei der Gestaltung dieser Fratze durch Fotografien von Brandopfern inspirieren ließ, die ihm das Krankenhaus Ronald Reagan UCLA Medical Center in Los Angeles, Kalifornien, ausgehändigt hatte.
- Nachdem Wes Craven das Drehbuch zu A Nightmare on Elm Street verschiedenen Filmstudios angeboten und nur Absagen erhalten hatte, signalisierte die Walt Disney Company etwaiges Interesse an dem Film, unter der Voraussetzung, dass Craven das Drehbuch in eine für Kinder und Jugendliche passende und weniger gruselige Version umschriebe. Doch Craven lehnte ab. Schließlich willigte die unabhängige Firma New Line Cinema ein, die bislang lediglich für den Verleih von Filmen zuständig war, den Horrorfilm zu produzieren. In der Filmbranche ist die Produktionsfirma New Line Cinema seitdem bekannt dafür, die ikonische Horrorfilmfigur Freddy Krueger aufgebaut und zu Berühmtheit verholfen zu haben.
- Wes Craven ließ drei völlig verschiedene Endszenarien abdrehen und ein ausgewähltes Publikum entscheiden, welches Ende der Film schließlich in der Originalfassung im Kino haben sollte.
- Der Name der Figur Freddy Krueger geht auf einen Schuljungen dieses Namens zurück, unter dessen Schikanen Wes Craven während seiner Schulzeit ständig litt. In seinem früheren Film Das letzte Haus links von 1972 hatte Wes Craven dessen Namen bereits für eine andere Figur verwendet, jedoch verkürzt als Krug Stillo, verkörpert von David Alexander Hess.
- Den Soundtrack zum Film schrieb der Komponist Charles Bernstein und wurde erstmals 1984 auf dem Plattenlabel Varèse Sarabande veröffentlicht.[6] Der Text für das Freddy-Krueger-Lied Freddy's theme song, das auf der Melodie des englischen Kinderliedes One, Two, Buckle My Shoe basiert, einem Abzählreim, der von springseilspielenden Kindern in den Nightmare-Filmen gesungen wird, war jedoch bereits verfasst und Bestandteil des Drehbuchs, als der Komponist Charles Bernstein mit seiner Arbeit am Soundtrack begann. Die Melodie für Freddy Kruegers Erkennungslied bearbeitete der Musiker Alan Pasqua, der spätere Ehemann der Hauptdarstellerin Heather Langenkamp, die mit dem Komponisten Alan Pasqua von 1984 bis 1987 verheiratet war. Eines der drei Mädchen, die im Tonstudio den Gesangspart des Freddy-Abzählreimes einsangen, war die 14-jährige Tochter des Filmproduzenten Robert Shaye, dem Gründer der Produktionsfirma New Line Cinema.
- Für die Szene, in der das Mädchen Tina Gray, gespielt von  Amanda Wyss, an den Wänden und die Zimmerdecke entlangrollt, baute die Filmcrew ein rotierendes Zimmer, das sich in einer aufwendig angefertigten Apparatur um die eigene Achse drehen konnte. Diese Apparatur besaß keinen Motor und war derart ideal ausbalanciert, dass die Muskelkraft eines einzigen Mitarbeiters ausreichte, um das Zimmer in dem Gestell zum Drehen zu bringen.[7][8] Wenige Zeit nach Nightmare – Mörderische Träume kam ein vergleichbarer rotierender Raum, der mit einer sich drehenden Küchen-Kulisse abgefilmt wurde, bei den Dreharbeiten für den Horrorfilm Die Fliege von 1986 zum Einsatz.
- In der Szene, in der das Mädchen Nancy im Keller den bösen Freddy Krueger mit Benzin übergießt und anzündet, ist der Stuntman Anthony „Tony“ Cecere zu sehen, ein Experte für Ganzkörperfeuer, der zudem in Filmen wie Tot & begraben von 1981, Das Ding aus einer anderen Welt von 1982 und Terminator von 1984 mitwirkte.[9]
- Die deutsche Rockband Böhse Onkelz komponierte einen Song namens Freddy Krüger, der sich auf dem 1988 erschienenen Album Kneipenterroristen befindet und textlich von dem brandnarbigen Mann mit dem Klingenhandschuh handelt. Während Konzerten spielt das Quartett aus Frankfurt am Main dieses Lied allerdings nur äußerst selten.
- In dem Filmdrama Trainspotting – Neue Helden von 1996 spielt der Hauptdarsteller Ewan McGregor einen Drogensüchtigen, der in einer Szene auf einer öffentlichen Toilette in eine schmutzige Kloschüssel eintaucht. Für diese Szene ließ sich der Drehbuchautor John Hodge von jener Szene in A Nightmare on Elm Street inspirieren, in der das Mädchen Nancy im Badezimmer in der Wanne liegt und von Freddy Krueger unter Wasser gezogen wird.[10] Die Hand, die plötzlich mit Klingenhandschuh aus dem Badewannenwasser herausragt, gehört dem Effekte-Experten Jim Doyle, der in einem 2000-Liter-Wassertank unter der Badewanne steckte.[11][12]
- Der Begriff Elm Street, wo die von Freddy Krueger heimgesuchten Jugendlichen wohnen, bedeutet ins Deutsche übersetzt „Ulmenstraße“. Im Altertum, zum Beispiel im Antiken Griechenland, galt die Ulme als Symbol des Todes und der Trauer.[13] Außerdem war die Elm Street in der Stadt Dallas, Texas, der Tatort des Attentats auf John F. Kennedy.
- Als Hommage an Horrorfilme wie A Nightmare on Elm Street und Legende veröffentlichte die kanadische Gothic-Rock-Band The Birthday Massacre im September 2010 einen Videoclip zu ihrem Song In The Dark. Am Ende des Videoclips wird die Sängerin Chibi von zwei Armen in die Matratze eines Betts hineingezogen, in der sich ein Loch auftut. Überhaupt ähneln manche Songs der Combo klanglich dem Filmsoundtrack von A Nightmare on Elm Street, etwa die Stücke auf dem Album Violet von 2005.
- In dem Videoclip zu dem Song Monster der Popsängerin Alli Neumann von 2019 parodiert die Musikerin die Badewannen-Szene.
- Im ersten Teil der Nightmare-Filmreihe wird die Figur des Kindermörders zwar schon als Freddy bezeichnet, aber im Vor- und Abspann noch als Fred Krueger aufgeführt.
- Dass Wes Craven die Handlung unmissverständlich in Los Angeles spielen ließ, zeigte sich an mehreren Drehorten und auch an den immer wieder im Film eingefangenen Palmen. Erst im Zweiten Teil wurde der Name Springwood genannt. Der typisch kalifornische Flair wurde bis einschließlich dem Fünften Teil der Reihe beibehalten. Erst Produzentin Rachel Talalay ließ zu Beginn des Sechsten Teils Springwood, Ohio ganz offiziell als Handlungsort nennen.

## Synchronisation
| Rolle                              | Schauspieler          | Synchronsprecher                                             |
| ---------------------------------- | --------------------- | ------------------------------------------------------------ |
| Nancy Thompson                     | Heather Langenkamp    | Dorette Hugo                                                 |
| Lt. Donald Thompson                | John Saxon            | Jürgen Kluckert                                              |
| Marge Thompson                     | Ronee Blakley         | Kerstin Sanders-Dornseif Katharina Koschny (DVD-Nachsynchro) |
| Christina „Tina“ Gray              | Amanda Wyss           | Maud Ackermann                                               |
| Glen Lantz                         | Johnny Depp           | Nicolas Böll                                                 |
| Rod Lane                           | Nick Corri            | Benjamin Völz                                                |
| Dr. King                           | Charles Fleischer     | Joachim Tennstedt                                            |
| Lehrerin                           | Lin Shaye             | Marianne Lutz                                                |
| Gangaufsicht                       | Leslie Hoffman        | Eva-Maria Werth                                              |
| Sgt. Garcia                        | Joe Unger             | Hans-Jürgen Dittberner                                       |
| Sgt. Parker                        | Joseph Whipp          | Gerd Holtenau                                                |
| Mr. Lantz                          | Ed Call               | Lothar Köster                                                |
| Mrs. Lantz                         | Sandy Lipton          | Bettina Schön                                                |
| John                               | John Richard Petersen | Andreas Fröhlich                                             |
| Pfarrer                            | Jack Shea             | Till Hagen                                                   |
| Polizist                           | Brian Reise           | Hans-Jürgen Wolf                                             |
| Frederick Charles „Freddy“ Krueger | Robert Englund        | Detlef Bierstedt                                             |

## Schnittfassungen
Die US-Kinofassung musste gegenüber der deutschen Kinofassung um zwei blutige Einstellungen von Tinas Tod gekürzt werden, um von der MPAA ein R-Rating zu erhalten. Letztere wird daher manchmal auch als „Unrated-Fassung“ beworben. Fassungen, die diese beiden Szenen vollständig enthalten, sind bis heute offiziell nur auf VHS oder als DVD-Bootleg zu erwerben. Am 26. Juni 1992 lief bislang einmalig die Unrated-Version im damaligen Privatsender RTLplus, jedoch fehlten hier einige Handlungselemente.
Die deutsche Kinofassung erhielt ursprünglich von der FSK eine Altersfreigabe ab 18 Jahren und wurde indiziert. Die Indizierung wurde am 6. Dezember 1989 aufgehoben, aber bereits am 28. Februar 1990 wurde der Film erneut indiziert. Daher wurde eine um grob sieben Minuten gekürzte Fassung erstellt, die eine Freigabe ab 16 Jahren erhielt und auch im Free-TV gezeigt werden durfte.
Am 31. Juli 2007 wurde die Indizierung letztlich aufgehoben und der Film nach einer Neuprüfung von der FSK ab 16 Jahren freigegeben. Es ist unklar, ob sich diese Freigabe auf die R-Rated- oder die Unrated-Fassung bezieht. Seit der Novelle des Jugendschutzgesetzes 2003 schützt eine Altersfreigabe den Film vor einer erneuten Indizierung.

## Rezeption

### Kritiken
Das Lexikon des internationalen Films lobte, dass der Film „sehr geschickt inszeniert“ sei und „einige originelle Ideen“ biete.
Die Filmzeitschrift Cinema fand den Film „etwas gealtert, aber immer noch ein Nägelkauer.“ Der Horrorklassiker verfolge jeden in den Schlaf.

### Auszeichnungen
- 1985: Nominierungen für den Saturn Award als Bester Horrorfilm und für Jsu Garcia als Bester Nachwuchsschauspieler.[22]
- 2021: Aufnahme in das National Film Registry

### Einspielergebnis
Der Film, der am 9. November 1984 veröffentlicht wurde, konnte im nordamerikanischen Raum etwa 26 Millionen US-Dollar einspielen. In seiner Bild- und Tonsprache verwendet der Horrorfilm etliche Motive, wie sie bereits in den 1970er Jahren diverse Horrorfilme wie Halloween – Die Nacht des Grauens von Regisseur John Carpenter oder die Werke des italienischen Regisseurs Dario Argento in der künstlerischen Filmgestaltung etabliert haben.

## Neuverfilmung
Im Jahr 2008 wurde bekannt, dass Wes Craven seinen Horrorfilm neu auflegt. 2009 wurde Jackie Earle Haley als neuer Freddy Krueger bekanntgegeben.
Robert Englund gab in einem Interview an, nicht für die Rolle angefragt worden zu sein, und er halte es auch für richtig, bei einer Neuverfilmung neue Wege zu gehen und entsprechend auch einen neuen Darsteller zu verpflichten. Cinema.de zufolge hätte er aber einen Cameo-Auftritt bekommen sollen. Die Dreharbeiten für die Platinum-Dunes-Neuverfilmung begannen am 5. Mai 2009 in Chicago. Der Film kam am 30. April 2010 in die amerikanischen Kinos. Die Drehbuchautoren sind Wesley Strick und Eric Heisserer.